# カワイノシシ属
カワイノシシ属（Potamochoerus）は鯨偶蹄目イノシシ科の属。2種がサブサハラアフリカに現生する。本属は20世紀初めに5種類に分類されたが、1970年代には1種類に統合された。その後1993年に、カワイノシシとアカカワイノシシの2種に再分類された。
最古の化石は漸新世のヨーロッパで見つかっており、アフリカでみつかるのは更新世中期になってからである。このことから、ユーラシア大陸のどこかで進化したものと考えられる。しかし、分子系統解析からは、より古い中新世後期の11.9-5.6Maの間にモリイノシシ属やイボイノシシ属の系統と分かれたとされ、カワイノシシとアカカワイノシシの分岐は4.8-0.2Maの間と産出されている。

## 種

### 現生種
| 画像 | 学名                                     | 和名             | 分布                   |
| ---- | ---------------------------------------- | ---------------- | ---------------------- |
|      | Potamochoerus larvatus (F. Cuvier, 1822) | カワイノシシ     | アフリカ東部・南部     |
|      | Potamochoerus porcus (Linnaeus, 1758)    | アカカワイノシシ | ギニアとコンゴの熱帯林 |

### 化石種
- †Potamochoerus magnus